# (2164) Lyalya
(2164) Lyalya (1972 RM2) – planetoida z pasa głównego asteroid okrążająca Słońce w ciągu 5,7 lat w średniej odległości 3,19 au. Odkryta 11 września 1972 roku.